# Luohe
Luohe (chinesisch 漯河市, Pinyin Luòhé Shì) ist eine bezirksfreie Stadt in der Provinz Henan der Volksrepublik China. Luohe hat eine Fläche von 2.617 km² und 2.367.490 Einwohner (Stand: Zensus 2020).

## Administrative Gliederung
Auf Kreisebene setzt sich Luohe aus drei Stadtbezirken und zwei Kreisen zusammen. Diese sind (Stand: Ende 2018):
- Stadtbezirk Yuanhui (源汇区), 202 km², 344.200 Einwohner, Zentrum, Sitz der Stadtregierung;
- Stadtbezirk Yancheng (郾城区), 413 km², 516.700 Einwohner;
- Stadtbezirk Shaoling (召陵区), 405 km², 503.800 Einwohner;
- Kreis Wuyang (舞阳县), 776 km², 563.800 Einwohner, Hauptort: Großgemeinde Wuquan (舞泉镇);
- Kreis Linying (临颍县), 821 km², 736.800 Einwohner, Hauptort: Großgemeinde Chengguan (城关镇).

## Wirtschaft
Der größte Fleischverarbeiter der Welt, die WH Group hat ihren Sitz in Luohe.

## Söhne und Töchter der Stadt
- Xu Shen (* im 1. Jahrhundert; † nach 120), Gelehrter; Autor des Shuowen Jiezi, des ersten Wörterbuchs in chinesischer Schrift
- Lyu Yang (* 1993), Ruderin